# 格拉納達股份
格拉納達股份有限公司，簡稱格拉納達股份（英語：Granada plc），前身為Granada Ltd（格拉納達有限公司）、 Granada Group plc（格拉納達集團股份有限公司），以及Granada Media plc（格拉納達傳媒股份有限公司）。當時是一家英國最大綜合企業傳媒公司，也就是當時ITV格拉納達控股公司。

## 傳媒業務
在1930年，當時由已故英國商人錫尼·貝恩斯坦勛爵，於多佛爾創立名為「格拉納達電影院有限公司」，其後在1934年組成為「格拉納達有限公司」，也就是「格拉納達電影院有限公司」控股公司。而公司則在1935年於倫敦證券交易所上市，之後在1954年批准獲發於英國西北部地區設立電視牌照，名為「格拉納達電視」，1959年進行租借影碟業務。
1980年代，開始進軍英國衛星電視業務，但到了1990年11月，被英國天空電視股份有限公司合併，成為現時英國天空廣播股份有限公司，1991年，把旗下「格拉納達電影院有限公司」出售給巴斯。1994年，格拉納達股份進行收購倫敦週末電視（ITV倫敦前身），1997年，進行收購泰恩蒂斯約克群電視股份有限公司，變更為「格拉納達傳媒股份有限公司」。
1998年，格拉納達傳媒、卡爾頓通信股份有限公司，以及英國天空廣播共同出資組成為「獨立電視數碼台」，但在2002年關台。
2000年，格拉納達收購從聯合新聞媒體（聯合商業媒體股份有限公司前身）旗下子午廣播和安基利亞電視股份有限公司股權。其後格拉納達把ITV威爾士和西部（前身為夏力電視）出售給卡爾頓，之後在2001年收購從GCap傳媒旗下英國邊境電視股權。

## 餐飲服務
在1965年，格拉納達開始進軍餐飲服務，則在首次於休息區經營，當中大部分75%由公司運作，90年代開始進其他地區性餐飲業務，於1996年，進行收購福地集團.。
直至2000年，格拉納達和金巴斯集團進行合併，當時名為「格拉納達金巴斯集團股份有限公司」。但在2001年，由於文化和管理差異，於是在2月份進行分拆，格拉納達只專注傳媒業務，而金巴斯只會專注酒店和餐飲業務，重新名為「格拉納達有限公司」。

## 格拉納達和卡爾頓合併
2002年，格拉納達和卡爾頓2家媒體合併，於2003年通過，到了2004年組成為英國獨立電視股份有限公司，屆時將會擁有11家電視台。而查理斯·艾倫爵士於2004年2月4日任職，直至2006年10月1日離任。

## 外部連結
- Granada Productions （页面存档备份，存于）